# Masatepe
Masatepe är en kommun (municipio) i Nicaragua med 36 297 invånare (2012). Den ligger i den sydvästra delen av landet i departementet Masaya. Masatepe är landets centrum för möbeltillverkning.

## Geografi
Masatepe gränsar till kommunerna Nindirí i norr, Nandasmo och Niquinohomo i öster, El Rosario i söder och Jinotepe, San Marcos och La Concepción i väster. Kommunens enda större ort är centralorten Masatepe, med 13 768 invånare, och den ligger ungefär mitt i kommunen.

## Natur
Kommunens nordöstra hörn utgör en del av Masayavulkanens nationalpark, men själva vulkanen ligger i grannkommunen Nindirí. I detta hörn når kommunen också Masayalagunens sydvästra strand, och i nationalparken finns det en trevlig vandringsled längs sjön.

## Historia
Masatepe är en av de många indiansamhällen som redan existerade vid tiden för spanjorernas erövring av Nicaragua, och är listad i landets första taxeringslängd från 1548. Masatepe upphöjds 1995 från rangen av pueblo till ciudad (stad).

## Näringsliv
Masatepe är känd för tillverkning av möbler i trä och rotting. Möblerna säljs vid infarterna till centralorten samt i den gamla järnvägsstationen. Kommunen producerar också olika slags läderprodukter. På landsbygden finns det ett flertal vackra kaffeplantager.

## Transporter
Masatepe ligger längs landsvägen mellan San Marcos och Catarina. Från San Marcos kan man sedan ta sig vidare till Jinotepe eller Managua och från Catarina till Masaya eller Granada.

## Religion

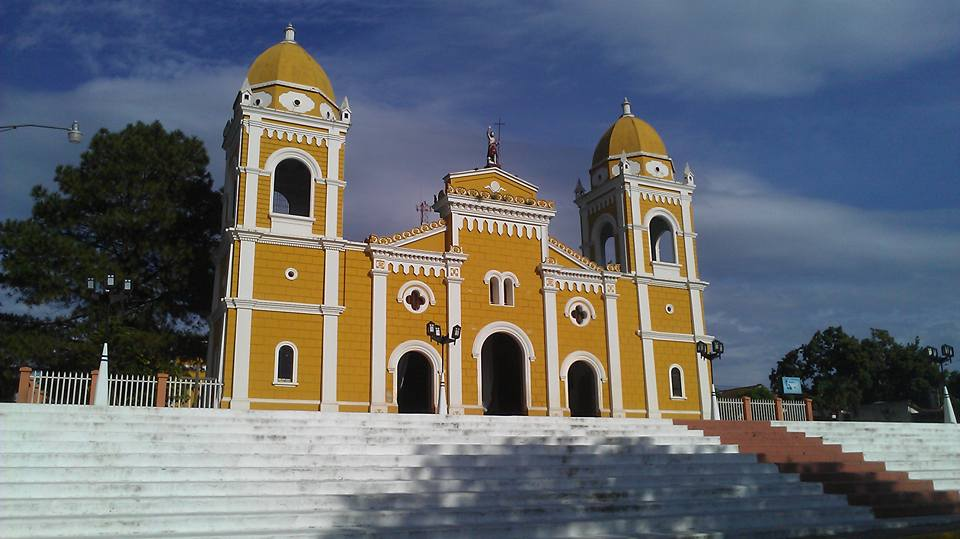
San Juan el Bautista kyrkan i Masatepe

Kyrkan i Masatepe är helgad åt Johannes Döparen. Kommunens festdagar hålls 40 dagar efter påsk, till ära av treenigheten. Dagarna firas bland annat med hästparader.

## Kultur
Masatepe har historiskt sett haft ett mycket rikt musikliv med verksamma kompositörer som Lisandro Ramírez Velásquez. I kulturhuset Fundación Luisa Mercado ordnas det musikkonserter och konstutställnongar. Där finns också ett  bibliotek och en musikskola.
Kommunens mest kända maträtter är Sopa de Mondongo (komagssoppa) och efterrätten Huevos Chimbos.

## Kända personer från Masatepe
- José María Moncada Tapia (1870-1945), Nicaragua's president 1929-1933[9]
- Lisandro Ramírez Velásquez (1873-1956), violinist och kompositör[7]
- Luisa Mercado (1912-1994), lärare och kulturarbetare[10]
- Sergio Ramírez Mercado (1942-), författare och politiker[11]
- Óscar Moncada (c1936-2014), politiker[12]
- Marcos Méndez Dávila (1986-), fotbollsspelare[13]

## Bilder
|  |  |